# 松本引越センター
松本引越センター株式会社（まつもとひっこしセンター）は、大阪府四條畷市（大阪本社）と東京都国立市（東京本社）に本社を置いていた日本の貨物輸送運輸業者である。
「ゾウのマークの松本引越センター」の愛称でその名を知られていた。引越し専業の業者としては国内5位であった。TOKYUポイント加盟店。その後、2010年4月9日に、「株式会社まつもと」が引継ぎ、「New松本引越センター」として再出発した。

## 沿革
- 1961年（昭和36年）
  - 4月 - 松本博文が大阪府大東市に松本運送株式会社として、資本金150万円にて創業。
  - 10月 - 大阪陸運局より一般区域貨物自動車運送業の免許を取得。
- 1980年（昭和55年）11月 - 松本引越大学開設。
- 1985年（昭和60年）
  - 1月 - ハウスクリーン事業開始。
  - 6月 - 海外引越事業開始。
- 2001年（平成13年）11月 - ISO9002認証取得（東京）。
- 2003年（平成15年）11月 - ISO9001:2000認証取得（東京）。
- 2007年（平成19年）
  - 9月7日 - 創業者の子息でもあった当時の社長が本社内で自殺。 ウィキニュースに関連記事があります。松本引越しセンター社長が首吊り自殺
  - 10月1日 - 創業者で会長の松本博文を振出人とする総額6億円の手形5枚が作成され、同社の関連会社名で裏書されていたことが発覚し、会長職より解任[4]。
- 2008年（平成20年）
  - 9月19日 - 民事再生法の適用を大阪地方裁判所に申請。負債総額は50億円。詳細はウィキニュース該当項目を参照のこと。
  - 10月6日 - 大阪地方裁判所が民事再生法適用の申し立てを棄却。破産手続開始決定。負債総額は50億9500万円。なお関東・中四国・九州で事業を行う会社は別法人で資本関係を解消しており、この時点では営業を継続していた[5]が、11～12月にかけて相次いで破産手続開始が決定された。
- 2014年（平成26年）7月24日 - 大阪地方裁判所から破産手続廃止決定を受ける。同時に法人格消滅[1]。

### 手形裏書問題
松本博文会長（当時）名義の額面計6億円の手形を取締役会の了承を経ずに作成し、会長がグループ会社2社に対して裏書保証させていたことが2007年9月に発覚した。松本会長は、同年10月1日付けで解任された。手形は回収され会社に実害はなかったが、会社の信用力が低下した。この結果、顧客が続々と離れて次第に運転資金がショートし、破産手続へと繋がった。

## テレビCM
バブル初期は京都在住の悪役俳優五味龍太郎扮する社長がそわそわしながらコミカルな演技を見せて電話をしかけるが出来ないといったCMや、関西演劇界のベテラン俳優の北見唯一がネジリ鉢巻きをしめて「宿替え」に奔走するおじいちゃん役を演じるCMが、それぞれシリーズ化され話題を呼んだ。松本さんに電話するはずが梅本さんに電話してしまったというのがあり、実際に「梅本」姓の人が出演したこともある。
その後で女の子が電話で「キリンさんが好きです、でもゾウさんのほうがもっと好きです」と喋るCMが知られ、1994年から2002年まで全国で放映され、その後も一部の地域で放映されていた。
また、1997年からは高橋英樹がイメージキャラクターとして起用されていた。

## スポンサー番組（いずれも過去）
- 木曜洋画劇場
- 快楽!じゃま式ランキング
- 日曜ビッグスペシャル